# ゾンマーハウゼン
ゾンマーハウゼン (ドイツ語: Sommerhausen) はドイツ連邦共和国バイエルン州ウンターフランケン地方のヴュルツブルク郡の市場町で、アイベルシュタット行政共同体を構成する自治体の一つである。

## 地理
ゾンマーハウゼンはヴュルツブルクの南13kmのマイン川右岸に位置する。ブドウ栽培の他、観光業や芸術活動が大きな役割を担っている。ゾンマーハウゼンの対岸であるマイン川西岸にはヴィンターハウゼンが位置する。両町の奇妙な名前は教会の守護聖人に由来する。ゾンマーハウゼンの守護聖人は夏生まれの聖バルトロマイ、ヴィンターハウゼンは冬生まれの聖ニコラウスである。

### 自治体の構成
この町は、公式にはゾンマーハウゼン地区単独で構成される。

## 歴史
ゾンマーハウゼンは、中世からすでにマイン川沿いの重要な町であった。この町はヴュルツブルク司教領主の統治下になかったため、カトリックが支配的なマインフランケン地方にあってこの町はプロテスタントの飛び地となっている。
ゾンマーハウゼンは、バイエルン大公により陪臣化されたリムプルク伯の相続人であるシュペックフェルト家の一部として1810年に領土整理の一環として1810年にヴュルツブルク大公国領に移されたが、1814年にバイエルン王国に戻された。バイエルンの行政改革に伴う1818年の市町村令により現在の自治体が成立した。
この町はブドウ山の麓のマイン渓谷にあり、何世紀も前からフランケン・ロマン主義の看板町であった。中世の市壁は現在も遺されており、狭く曲がりくねった路地が続く中心街のほとんどすべての建物が数世紀の歴史を経ている。町役場は16世紀の建物である。

## 行政

### 議会
ゾンマーハウゼンの議会は、町長のヴィルフリート・ザーク (WGS) を含め13人からなる。

### 首長
- 1966年 - 1972年 ハンス・アイクナー
- 1972年 - 1990年 カール・シュタインマン
- 1990年 - 2002年 ゲルハルト・エーラー
- 2002年 - 2020年 フリッツ・シュタインマン
- 2020年 -  ヴィルフリート・ザーク[3]

### 姉妹都市
- Vernou-sur-Brenne（フランス、アンドル＝エ＝ロワール県）

## 文化と見所

### 演劇
この50年間にこの地では多くのハイマートフィルムが制作された。1950年に芸術家一家のマリピエロ家は、旧市門の塔に門楼劇場を創設した。この劇場はわずか50席の客席のステージが1面だけの小さなものではあるが、ディーター・ヌールがカバレッティストとしての初舞台を踏んだステージである。
その後、多くの芸術家が絶えずゾンマーハウゼンにやって来た。彼らは市壁沿いのとても古い家屋を利用した。現在のこの小さな町には3つの劇場、多くのギャラリー、ワイン酒場、贅沢なレストランや高級ホテルがある。

### 名産
- フランケン・ワイン

### 年中行事
ゾンマーハウゼンのクリスマス市は少し特別である。ゾンマーハウゼン中でクリスマス市が開催される。市場は基本的に旧街区全域で行われ、教会、ギャラリー、ワインパブも利用される。
ゾンマーハウゼン体操スポーツ協会が主催する街道ワイン祭は毎年大規模なパレードが行われ、広場では何日にもわたって式典が行われる。

## 人物

### 出身者
- フランツ・ダニエル・パストリウス（1651年 - 1719年）法律家、著述家

## 引用
1. ↑  https://www.statistikdaten.bayern.de/genesis/online?operation=result&code=12411-003r&leerzeilen=false&language=de Genesis-Online-Datenbank des Bayerischen Landesamtes für Statistik Tabelle 12411-003r Fortschreibung des Bevölkerungsstandes: Gemeinden, Stichtag (Einwohnerzahlen auf Grundlage des Zensus 2011)
2. ↑  Bayerische Landesbibliothek Online
3. ↑  “Wahl des ersten Bürgermeisters - Kommunalwahlen 2020 im Markt Sommerhausen - Gesamtergebnis”. 2021年4月12日閲覧。